# Chase (Wisconsin)
Chase es un pueblo ubicado en el condado de Oconto en el estado estadounidense de Wisconsin. En el Censo de 2010 tenía una población de 3.005 habitantes y una densidad poblacional de 33,09 personas por km².

## Geografía
Chase se encuentra ubicado en las coordenadas 44°43′16″N 88°11′47″O / 44.72111, -88.19639. Según la Oficina del Censo de los Estados Unidos, Chase tiene una superficie total de 90.82 km², de la cual 90.74 km² corresponden a tierra firme y (0.09%) 0.09 km² es agua.

## Demografía
Según el censo de 2010, había 3.005 personas residiendo en Chase. La densidad de población era de 33,09 hab./km². De los 3.005 habitantes, Chase estaba compuesto por el 98.5% blancos, el 0.03% eran afroamericanos, el 0.6% eran amerindios, el 0.1% eran asiáticos, el 0% eran isleños del Pacífico, el 0.07% eran de otras razas y el 0.7% pertenecían a dos o más razas. Del total de la población el 0.53% eran hispanos o latinos de cualquier raza.